# 쓰카모토 다카시 (1952년)
쓰카모토 다카시(塚本孝, 1952년 ~ )는 일본의 독도 문제 연구가이다. 도카이 대학 법학부 교수이다. 전직 도서관 직원이다. 국제법 전문가이다.

## 약력
일본 교토부 교토시 출신. 와세다 대학 법학부를 졸업한 뒤 일본 국립국회도서관에 들어가 조사.입법고사(考査)국 외교방위과장을 거쳐 2002년 이래 총무부에 근무했다. 총무과장을 지냈다. 2005년 1월 1일부터 총무부 부부장(副部長)에 취임했다. 2007년 4월 1일부터 사서(司書)가 됐고, 자료제공부장에 취임했다. 2010년 4월 1일부터 전문조사원이 됐고, 조사.입법고사(考査)국장에 취임했다. 2012년 도카이 대학 법학부 교수에 취임했다.

## 주장
일본의 영토문제, 즉 러시아와의 쿠릴 4개 섬(일본명 북방영토) 문제, 중국과의 센카쿠 열도 문제, 한국과의 독도 문제를 조사.연구했다. 이들 지역이 일본령이라는 걸 증명하기 위해 30여년간 20여편 이상의 연구보고서를 산출했다. 1970년대 후반에 비밀 해제된 대일강화조약 관련 외교문서철을 연구해 독도를 일본땅이라는 근거를 찾아내는데 힘을 쏟았다. 대일강화조약의 성립과정에서 다양한 조약 초안에 포함된 독도 관련 조항을 분석한 것은 그가 처음이었다.